# مرد شمالی
مرد شمالی (به انگلیسی: The Northman) یک فیلم آمریکایی در ژانر درام تاریخی حماسی به کارگردانی رابرت اگرز است که در ۲۰۲۲ منتشر شد. ماجرای این فیلم در اواخر قرن دهم در ایسلند جریان دارد و الکساندر اسکاشگورد نقش شاهزاده نوردیک آملت را ایفا می‌کند، که پس از قتل پدرش به دنبال انتقام است. نیکول کیدمن، کلیس بنگ، آنیا تیلور-جوی، ایثن هاک، بیورک، و ویلم دفو از دیگر بازیگران آن هستند.
اسکاشگورد چندین سال بود که می‌خواست فیلمی وایکینگی بسازد، و اگرز پس از ملاقات با او برای بحث در مورد همکاری‌های احتمالی، تصمیم گرفت این فیلم را بسازد. بسیاری از بازیگران در اکتبر ۲۰۱۹ به آن پیوستند و فیلمبرداری در مکان‌هایی در سراسر ایرلند شمالی و ایسلند از اوت تا دسامبر ۲۰۲۰ با بودجه ۷۰ تا ۹۰ میلیون دلاری به طول انجامید.
اولین نمایش جهانی مرد شمالی در ۲۸ مارس ۲۰۲۲ و در سینمایی واقع در استکهلم بود. این فیلم در ۱۳ آوریل ۲۰۲۲ در برخی از کشورها و در ۲۲ آوریل در ایالات متحده اکران شد و با ستایش خاص از کارگردانی آن، ارزش‌های تولید و اجرای بازیگران مورد تحسین منتقدان قرار گرفت. این فیلم با وجود عملکرد خوبی در بازار ویدئو به‌درخواست، عملکرد ضعیفی در گیشه داشت و ۶۷ میلیون دلار در سراسر جهان در برابر بودجه تولید ۷۰ تا ۹۰ میلیون دلاری خود فروش داشت.

## داستان
در سال ۸۹۵ پس از میلاد، پادشاه اوروندیل وار-ریون پس از فتوحات خارج از کشور به پادشاهی خود در جزیره هافن‌سی بازگشته و با همسرش، ملکه گودرون و پسر و وارثش، شاهزاده آملث دوباره متحد شده‌است. برای آماده کردن آملث برای اینکه روزی پادشاه شود، این دو در مراسمی روحانی شرکت می‌کنند که توسط دلقک دربار هیمیر نظارت می‌شود. صبح روز بعد، جنگجویان نقابدار به رهبری فیونیر برادر پادشاه اوروندیل به او کمین می‌کنند و او را می‌کشند. آملث پس از دیدن قتل‌عام روستای خود و گرفتن مادرش توسط عمویش، با قایق فرار می‌کند و قسم می‌خورد که انتقام پدرش را بگیرد، مادرش را نجات دهد و فیونیر را بکشد.
آملث توسط گروهی از وایکینگ‌ها پیدا می‌شود و در میان آنها به عنوان یک برزرکر بزرگ می‌شود. سال‌ها بعد، پس از حمله در سرزمین روس‌ها، آملث در معبد اسوتوید با یک آینده‌بین روبرو می‌شود. او پیش‌بینی می‌کند که آملث به زودی از فیونیر انتقام خواهد گرفت و مسیر او با یک دوشیزهٔ پادشاه در هم تنیده شده‌است. آملث متوجه می‌شود که فیونیر توسط هارالد یکم سرنگون شده و در تبعید در ایسلند زندگی می‌کند. آملث که خود را به عنوان یک برده نشان می‌دهد، مخفیانه سوار کشتی‌ای می‌شود که به سمت ایسلند می‌رود. او در کشتی با برده‌ای اسلاوی به نام اولگا روبرو می‌شود که ادعا می‌کند یک جادوگر است. به محض ورود، آملث و بقیه بردگان به مزرعه فیونیر برده می‌شوند، جایی که مشخص می‌شود که گودرون، همسر فعلی فیونیر، پسری به نام گونار برای او به دنیا آورده‌است.
یک شب، آملث از مزرعه فرار می‌کند و با یک جادوگر روبرو می‌شود که گفتگوی معنوی بین آملث و هایمیر فقید را تسهیل می‌کند و مشخص می‌شود که توسط فیونیر به قتل رسیده‌است. او سپس به آملث در مورد دراگر می‌گوید، یک شمشیر جادویی که فقط در شب یا در دروازه هل‌هایم کشیده می‌شود. آملث وارد گورپشته‌ای می‌شود و پس از مبارزه با ساکنان تپهٔ مرده، تیغه را به دست می‌آورد. روز بعد، آملث برای رقابت در یک بازی فوتبال ایسلندی در برابر مزرعهٔ دیگر انتخاب می‌شود. بازی تبدیل به خشونت می‌شود و گونار پس از دویدن به بازی تقریباً کشته می‌شود، اما آملث او را نجات می‌دهد. توریر پسر بالغ فیونیر، به عنوان پاداش به آملث می‌گوید که اکنون او برده‌ها را رهبری خواهد کرد و همچنین به او اجازه می‌دهد زنی را انتخاب کند.
در طول جشن‌های عصر، آملث و اولگا با هم عشق می‌ورزند. آنها قول می‌دهند که برای غلبه بر فیونیر و مردانش با یکدیگر همکاری کنند. در شب‌های بعد، آملث چندین نفر از مردان فیونیر را می‌کشد و اولگا غذای آن‌ها را با قارچ‌های روان‌گردان مخلوط می‌کند. هرج و مرج متعاقب به آملث اجازه می‌دهد تا وارد خانه فیونیر شود. او با مادرش، گودرون، ملاقات می‌کند، که فاش می‌کند که او در ابتدا به بردگی برده شده‌است و باردار شدن آملث نتیجه تجاوز جنسی بوده‌است. سپس او سعی می‌کند با آملث رابطه جنسی داشته باشد و او را اغوا کند و همچنین فاش می‌کند که از فیونیر التماس کرده‌است که اروندیل و آملث را بکشد و او فیونیر و پسر جدیدش را ترجیح می‌دهد. آملث خشمگین می‌رود، توریر را در خواب می‌کشد و قلب او را می‌دزدد.
پس از کشف جسد توریر، گودرون هویت واقعی آملث را برای فیونیر فاش می‌کند. فیونیر تهدید می‌کند که اولگا را به خاطر کمک به آملث خواهد کشت، اما آملث خود را نشان می‌دهد و پیشنهاد می‌کند که زندگی اولگا را با قلب توریر عوض کند. پس از یک ضرب و شتم شدید، آملث توسط دسته‌ای از کلاغ‌ها از قید و بند خود رها می‌شود. اولگا آملث را از مزرعه نجات می‌دهد و آن دو فرار می‌کنند و قصد دارند به نزد بستگان آملث در اورکنی بروند. آملث که با قایق ایسلند را ترک می‌کند، رؤیایی پیدا می‌کند و متوجه می‌شود که اولگا دوقلو باردار است، که طبق پیشگویی یکی از آنها دوشیزهٔ پادشاه خواهد شد. آملث از ترس این که فرزندانش هرگز در امان نمانند، تصمیم می‌گیرد در نهایت عمویش را بکشد و علیرغم درخواست اولگا از او برای ماندن در کنار او، به دریا می‌پرد.
آملث به مزرعه برمی‌گردد، بردگان را آزاد می‌کند و اکثر مردان فیونیر را می‌کشد. در حین جستجوی فیونیر، آملث مورد حمله مادرش گودرون قرار می‌گیرد و او را می‌کشد که به خاطر آن تشکر خود را زمزمه می‌کند. گونار همچنین به آملث حمله می‌کند و قبل از اینکه آملث به‌طور تصادفی او را بکشد بارها از پشت به او چاقو می‌زند. فیونیر، با کشف مرده همسر و پسرش، به آملث می‌گوید که او را در دروازه جهنم—آتشفشان هکلا—ملاقات کند تا از طریق هولمگانگ درگیری را حل کند. در آتشفشان، آملث و فیونیر درگیر شمشیر جنگی شدید می‌شوند. فیونیر سر بریده می‌شود، اما آملث به طرز مرگباری مجروح می‌شود. آملث در حالی که در بستر مرگ است در آینده تصور می‌کند که اولگا فرزندان دوقلویشان را در آغوش می‌گیرد، پیش از آنکه یک والکیری ظاهر شود و او را به دروازه‌های والهالا ببرد.

## بازیگران
- الکساندر اسکاشگورد در نقش در نقش آملث، شاهزاده جنگجوی وایکینگ
  - اسکار نواک در نقش آملث جوان
- نیکول کیدمن در نقش ملکه گودرون، مادر آملث
- کلیس بنگ در نقش فیونیر بی‌برادر، عموی آملث و برادر پادشاه اوروندیل
- آنیا تیلور-جوی در نقش اولگا از جنگل توس، یک جادوگر اسلاوی
- ایثن هاک در نقش پادشاه اوروندیل وار-ریون، پدر آملث و برادر فیونیر
- گوستاو لیند در نقش توریر مغرور، پسر بزرگ فیولنیر و پسر عموی آملث
- ویلم دفو در نقش هیمیر دلقک دربار
- بیورک در نقش یک جادوگر اسلاوی
- آلون فوئره در نقش اشیلدور، کشیشی املاک فیولنیر
- موری مک‌آرتور در نقش هاکون
- اینکوار اکرت سیگورثون در نقش هی-ویچ
- هافثور یولیوش پی‌یرشون در نقش تورفینیر، قهرمان هاکون
- کیت دیکی در نقش هالدورا دِ پیکت
- رالف اینسون در نقش کاپیتان ولودیمیر
- الیوت رز در نقش گونار، پسر کوچکتر فیولنیر و برادر ناتنی املث
- ایان وایت در نقش یک دراوگ

## تولید
فیلم‌برداری اصلی قرار بود در مارس ۲۰۲۰ آغاز شود، اما به دلیل دنیاگیری کووید-۱۹ متوقف شد. فیلمبرداری در اوت سال ۲۰۲۰ در شهرستان انتریم و در نزدیکی لارن، ایرلند شمالی آغاز شد. در سپتامبر سال ۲۰۲۰، تیم فیلمبرداری را در مالین در شبه جزیره دیدنی اینیشوون در شهرستان دانیگول آغاز کرد. فیلمبرداری در اوایل دسامبر ۲۰۲۰ به پایان رسید.

## بازخورد

### فروش گیشه
فروش این فیلم تا تاریخ ۵ ژوئن ۲۰۲۲ برابر با ۳۴٫۳ میلیون دلار در ایالات متحده و کانادا و ۳۴٫۶ میلیون دلار در سایر مناطق گزارش شده که مجموع کلی ۶۸٫۹ میلیون دلار در سراسر جهان را نشان می‌دهد.
در ایالات متحده و کانادا، مرد شمالی در کنار بچه‌های بد و سنگینی طاقت‌فرسای استعداد فراوان اکران شد و پیش‌بینی می‌شد در آخر هفته افتتاحیه خود از ۳۲۲۳ سینما ۸ تا ۱۵ میلیون دلار فروش داشته باشد. این فیلم در روز اول ۵ میلیون دلار از جمله ۱٫۴ میلیون دلار از پیش نمایش‌های پنجشنبه‌شب به دست آورد. این فیلم در اولین آخر هفته اکران خود به ۱۲٫۳ میلیون دلار دست یافت و در گیشه چهارم شد. ددلاین هالیوود خاطرنشان کرد که مرد شمالی و سنگینی طاقت‌فرسای استعداد فراوان جمعیتی مشابهی را هدف قرار داده بودند که بر روی افتتاح آنها تأثیر گذاشت. این فیلم در آخر هفته دوم ۶٫۴ میلیون دلار، چهارم، ۲٫۹ میلیون دلار در آخر هفته سوم، ششم، ۱٫۷۵ میلیون دلار در آخر هفته چهارم، هفتم، و ۱٫۱ میلیون دلار در آخر هفته پنجم، کسب کرد. به پایان رساندن دهم در ششمین آخر هفته اکران با ۲۴۹٬۶۶۰ دلار از ده برتر گیشه برتر خارج شد.
در خارج از ایالات متحده و کانادا، این فیلم در افتتاحیه آخر هفته ۳٫۴ میلیون دلار از ۱۵ بازار بین‌المللی به دست آورد. در آخر هفته دوم خود پس از گسترش به ۴۱ بازار ۶٫۳ میلیون دلار، در سومین آخر هفته خود ۴٫۵ میلیون دلار، در چهارمین آخر هفته ۲٫۲ میلیون دلار، و در پنجمین هفته ۲٫۵ میلیون دلار به دست آورد.

### پاسخ انتقادی
در وبگاه جمع‌آوری نقد راتن تومیتوز، ٪۸۹ از ۳۵۲ بررسی منتقدان مثبت است و میانگینِ امتیاز آن ۷٫۷/۱۰ است. اجماع این وبگاه چنین می‌نویسد: «در این حماسهٔ انتقام‌جویانهٔ خونین و شگفتی بصریِ نفس‌گیر، فیلمساز رابرت اگرز بدون قربانی‌کردن هیچ‌یک از سبک‌های خاص خود، دامنهٔ خود را گسترش می‌دهد.» متاکریتیک بر اساس ۶۰ منتقد، میانگین وزنی ۸۲ از ۱۰۰ را به فیلم اختصاص داد که نشان دهنده «تحسین جهانی» است. تماشاگران شرکت‌کننده در نظرسنجی سینماسکور به فیلم نمره متوسط «B» را در مقیاس «A+» تا «F» دادند، در حالی که مخاطبان پست‌ترک ۷۵٪ امتیاز مثبت (با میانگین ۳٫۵ از ۵ ستاره) را به فیلم دادند و ۵۶٪ گفتند که قطعاً آن را توصیه می‌کنند.
پیتر بردشاو از گاردین با ستایش لحن نهیلیستی فیلم و بازی بازیگران، امتیاز ۵ از ۵ را به آن اختصاص داد و اظهار داشت: «این فیلم با تصوراتی حماسی از کیهانِ در حال شعله‌ورشدن، کاملاً ظالمانه است، اما نمی‌توانستم نگاهم را از آن منحرف کنم.» گابریلا گیزینگر از دیجیتال اسپای، همچنین امتیاز ۵ از ۵ را به فیلم اختصاص داد و با تحسین از کارگردانی «رؤیایی» اگرز و فضای وحشتناک و سورئال فیلم، «جهانی که مرد شمالی در آن خلق شده‌است» را «بسیار جذاب» توصیف کرد. الکساندر کاردلو از مووی‌زاین به فیلم امتیاز ۴ از ۵ داد و به ویژه از عملکرد اسکاشگورد و کارگردانی اگرز تمجید کرد.

## واژه‌نامه
1. ↑  King Aurvandill War-Raven
2. ↑  Hrafnsey
3. ↑  Queen Gudrún
4. ↑  Prince Amleth
5. ↑  Heimir the Fool
6. ↑  Fjölnir
7. ↑  Olga
8. ↑  Thorir